# Resolutie 1288 Veiligheidsraad Verenigde Naties
Resolutie 1288 van de Veiligheidsraad van de Verenigde Naties werd op 31 januari 2000 unaniem aangenomen en verlengde de UNIFIL-vredesmacht in het zuiden van Libanon met een half jaar.

## Achtergrond
Na de Israëlische inval in Zuidelijk Libanon eind jaren 1970, stationeerden de Verenigde Naties de tijdelijke VN-macht UNIFIL in de streek. Die moest er de vrede handhaven totdat de Libanese overheid haar gezag opnieuw kon doen gelden.
In 1982 viel Israël Libanon opnieuw binnen voor een oorlog met de Palestijnse PLO. Midden 1985 begon Israël met terugtrekkingen uit het land, maar geregeld vonden nieuwe aanvallen en invasies plaats.

## Inhoud
De Veiligheidsraad:
- Herinnert aan de resoluties 425, 426, 501, 508, 509 en 520.
- Herinnert aan het Verdrag over de Veiligheid van VN- en Aanverwant Personeel uit 1994.
- Heeft het rapport van secretaris-generaal Kofi Annan UNIFIL bestudeerd, en neemt nota van zijn waarnemingen.
- Verwelkomt de VN's inspanningen om vredeshandhavers te sensibiliseren over aids en andere ziektes tijdens vredesoperaties.
- Neemt nota van de brief van Libanon.
- Beantwoordt het verzoek van de Libanese overheid.

1. Besluit het mandaat van UNIFIL met zes maanden te verlengen, tot 31 juli 2000.
2. Herhaalt zijn steun aan de territoriale integriteit, soevereiniteit en onafhankelijkheid van Libanon.
3. Benadrukt de voorwaarden van de macht en roept alle betrokken partijen op samen te werken met de macht zodat deze haar mandaat kan uitvoeren.
4. Veroordeelt alle geweld tegen de macht.
5. Herhaalt dat de macht haar mandaat volledig moet uitvoeren.
6. Moedigt verdere besparingen aan.
7. Vraagt de secretaris-generaal de consultaties met de Libanese overheid en andere partijen over de uitvoering van deze resolutie voort te zetten en hierover te rapporteren.

## Verwante resoluties
- Resolutie 1254 Veiligheidsraad Verenigde Naties (1999)
- Resolutie 1276 Veiligheidsraad Verenigde Naties (1999)
- Resolutie 1300 Veiligheidsraad Verenigde Naties
- Resolutie 1310 Veiligheidsraad Verenigde Naties

Lijst ·  1285 ·  1286 ·  1287 ·  1288 ·  1289 ·  1290 ·  1291 ·  1292 ·  1293 ·  1294 ·  1295 ·  1296 ·  1297 ·  1298 ·  1299 ·  1300 ·  1301 ·  1302 ·  1303 ·  1304 ·  1305 ·  1306 ·  1307 ·  1308 ·  1309 ·  1310 ·  1311 ·  1312 ·  1313 ·  1314 ·  1315 ·  1316 ·  1317 ·  1318 ·  1319 ·  1320 ·  1321 ·  1322 ·  1323 ·  1324 ·  1325 ·  1326 ·  1327 ·  1328 ·  1329 ·  1330 ·  1331 ·  1332 ·  1333 ·  1334